# Rose Blossom
Rose Blossom (Saint Louis, 15 de junho de 1905 – Phoenix, outubro de 1984) foi uma atriz de cinema estadunidense da era do cinema mudo que atuou em 10 filmes entre 1925 e 1928.

## Biografia

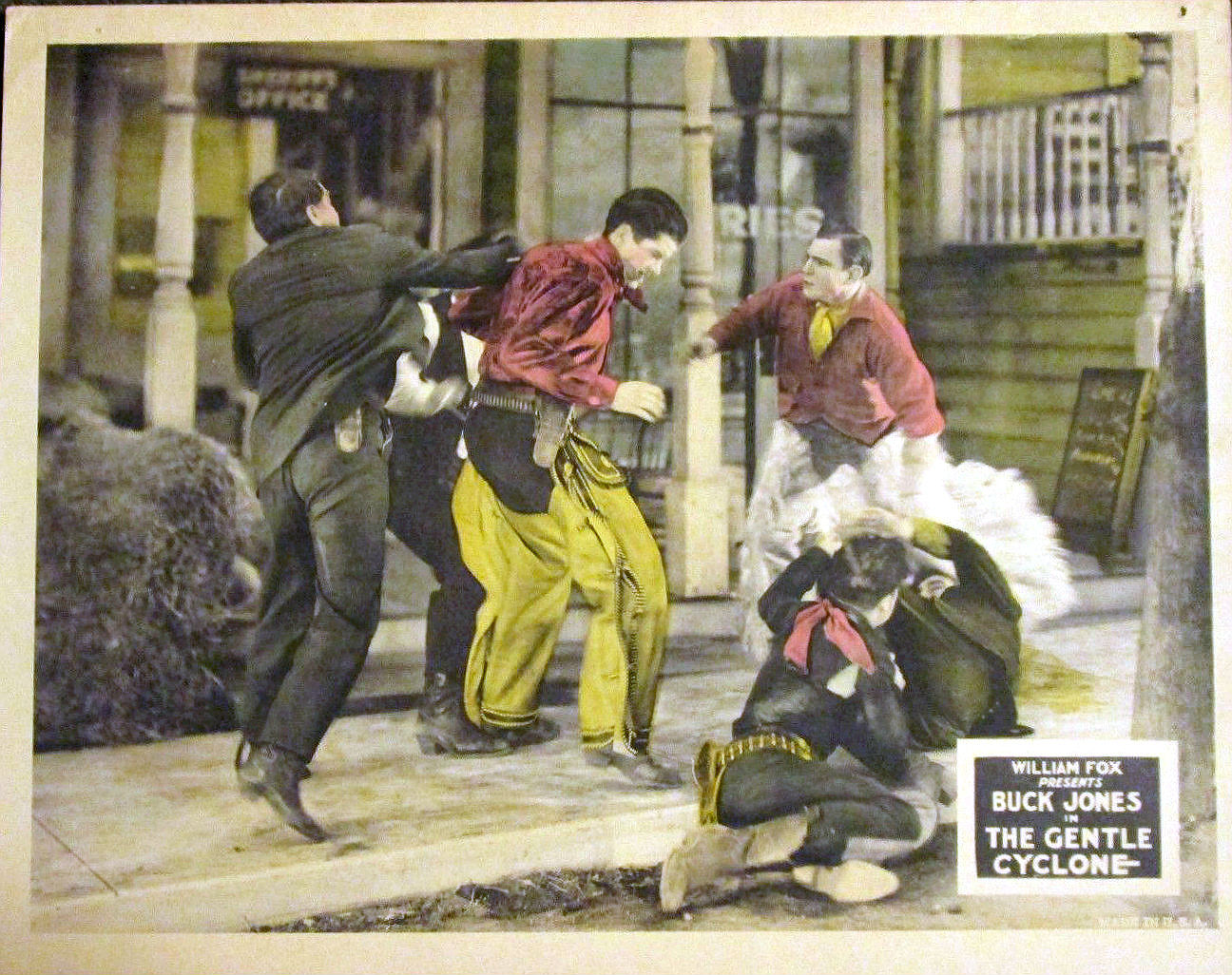
Card do filme The Gentle Cyclone (1926), com Buck Jones e Oliver Hardy, em que Rose Blossom também atuou.

Rose Blossom nasceu a 15 de junho de 1905, em Saint Louis (Missouri) e foi educada no Mary Institute. Seu primeiro filme foi The Fool, em 1925, para a Fox Film. Depois atuou em The Night Patrol (1926), The Gentle Cyclone (1926) e Desert Greed (1926), ao lado de Yakima Canutt. Pela Warner Brothers atuou em White Flannels (1927), ao lado de Louise Dresser (no Brasil, Ilusões Perdidas). Em 1927 atuou no seriado Whispering Smith Rides (1927), da Universal Pictures. Em 1928, fez seu último filme, Laddie Be Good.

## Vida pessoal e morte
George A. Katchme, em A Biographical Dictionary of Silent Film Western Actors and Actresses (2009), refere ser possível ela ter sido esposa de Jack Blossom, que fez um único filme, atuou ao seu lado em Catch-As-Catch-Can, de 1927, porém não há confirmação oficial dessa referência. 
Blossom morreu em Phoenix, Arizona, em outubro de 1984, aos 79 anos.

## Filmografia
- The Fool (1925) (no Brasil, Divina Loucura)
- The Night Patrol (1926)
- The Gentle Cyclone (1926)
- Speed Cop (1926)
- Desert Greed (1926)
- White Flannels (1927)
- Lure of the Night Club (1927) (no Brasil, Cheia de Graça)
- Catch-As-Catch-Can (1927) (no Brasil, Por Direito de Força)
- Whispering Smith Rides (1927)
- Laddie Be Good (1928)